# جانوران (مجموعه تلویزیونی آمریکایی)
جانوران (انگلیسی: Animals) یک مجموعه تلویزیونی پویانمایی بزرگسالان و کمدی است که از سال ۲۰۱۶ تا ۲۰۱۸ از شبکه اچ‌بی‌او پخش شد. این مجموعه برای فصل سوم در ۱۹ مه ۲۰۱۷ تمدید شد. فصل ۳ در ۳ اوت ۲۰۱۸ پخش شد. در اکتبر ۲۰۱۸، اعلام شد که اچ‌بی‌او ساخت این مجموعه را لغو کرده‌است.